# Veolia Cargo Nederland BV
Veolia Cargo Nederland B.V. was een spoorwegonderneming die zich in Nederland bezighield met het vervoer van goederen per spoor. Ze maakte deel uit van Veolia Transport Nederland. Het hoofdkantoor was gevestigd in het pand van de voormalige Brabantsche Buurtspoorwegen en Autodiensten te Breda.
Veolia Cargo Nederland B.V. verzorgde het complete transport van goederen van een klant.

## Geschiedenis
In de zomer van 2005 begon Connex (nu Veolia Transport Nederland) zich te richten op goederenvervoer per spoor door Nederland. In tegenstelling tot de meeste nieuwe spoorwegvervoerders die zich massaal stortten op het containervervoer, wilde Connex zich vooral richten op het vervoer van kolen en erts. Op 31 januari 2006 kreeg Connex Nederland haar toelating op het spoor. De eerste klant voor Connex Nederland werd de firma Koolen uit Pernis. Voor Koolen haalde Connex een trein op uit Duitsland bestaande uit ketelwagens beladen met koolzaadolie. Een locomotief van het Duitse zusje RBB-Connex Grupe bracht enkele keren een trein uit Duitsland naar Pernis. Op 21 mei 2006 startte Connex het kolenvervoer van de EMO (Europees Massagoed Overslagbedrijf) aan de Maasvlakte naar kolencentrale Mark-E (gevestigd in Werdohl Elverlingsen vlak bij Dortmund). Inmiddels is de naam van Connex in Nederland gewijzigd in Veolia Transport Nederland, welke Veolia Cargo Nederland in het leven heeft geroepen voor het goederenvervoer. Een van Veolia's grote klanten op dit moment is ECT uit Blerick die voorheen zijn containers per Rail4chem en later door Railion liet vervoeren. Op 20 februari 2008 is er een persbericht uitgeschreven door concurrent Rail4Chem en zijn vier aandeelhouders om hun aandelen te verkopen aan Veolia Transport te Parijs. Dat betekent ook dat de Nederlandse Vestiging Rail4Chem Benelux uit Rotterdam onderdeel gaat uitmaken van Veolia Transport Cargo. Of de naam Rail4Chem zal blijven bestaan is nog onduidelijk. Inmiddels heeft Veolia Transport kenbaar gemaakt het goederenvervoer per spoor af te stoten en te verkopen. Dochteronderneming SNCF-Fret van de Franse staatspoorwegen SNCF heeft te kennen gegeven Veolia Cargo te willen kopen van Veolia Transport en is inmiddels opgegaan in CapTrain, de nieuwe naam voor SNCF Fret Benelux N.V.

## Treindiensten
Veolia Cargo Nederland BV werkte samen met onder andere de Duitse tak van Veolia en met de goederentak van de Zwitserse spoorwegmaatschappij SBB om de treinen naar de eindbestemming te kunnen brengen.
- Van Rotterdam Pernis/Vlaardingen naar Oost-Duitsland
- Van Rotterdam Maasvlakte naar Werdohl Elverlingsen (bloktrein)
- Van Rotterdam Maasvlakte naar Blerick (bloktrein)
- Van Rotterdam Waalhaven naar Hamburg/Lübeck (bloktrein)
- Van Rotterdam Botlek naar Safenwil (bloktrein)
- Van Rotterdam naar diverse bestemmingen in Zwitserland (Unit cargo trein)

## Materieel
- Class 66 (MRCE561-5) dieselloc, grijs met geel front en logo van Veolia transport (geleaset)
- Class 66 (MRCE8653-01) dieselloc, zwart met logo van Veolia transport (geleaset)
- 2 Vossloh G 2000 1001042 & 1001458 met logo van Veolia
- MaK G 1206 1509 dieselloc in Veolia-huisstijl
- 2 Vossloh G 1206 500 1571 & 500 1648, zwart met logo van Veolia (geleaset)
- 3 Siemens ES 64 F4, 189 093-095, in Veolia-huisstijl (geleaset)
- 3 Traxx F 140 AC (185 xxx, niet voor Nederlandse inzet)
- 9 Traxx F 140 MS2 (186 xxx), waarvan nog 7 in bestelling